# 6-Benzylaminopurin
6-Benzylaminopurin, benzyladenin, BAP nebo BA je syntetický cytokinin první generace, který vyvolává růstové a vývojové reakce rostlin, vytváří květy a stimuluje bohatost ovoce stimulací buněčného dělení . Jedná se o inhibitor respirační kinázy v rostlinách, který prodlužuje životnost zelené zeleniny po sklizni. Vliv cytokininu jako 6-benzylaminopurinu (BAP) v kombinaci s jinými metodami na retenční zelené zbarvení na hlavách brokolice a oštěpech chřestu, vykázal pozitivní výsledky pro kvalitní retenci. Ošetření 10 a 15 ppm BAP může být použito pro prodloužení doby skladování čerstvě řezaných brokolic a rozdrceného zelí, během skladování při 6±1 °C na komerční úrovni. 
6-Benzylaminopurin byl poprvé syntetizován a testován v laboratořích rostlinného fyziologa Folke K. Skooga.